# Railteam

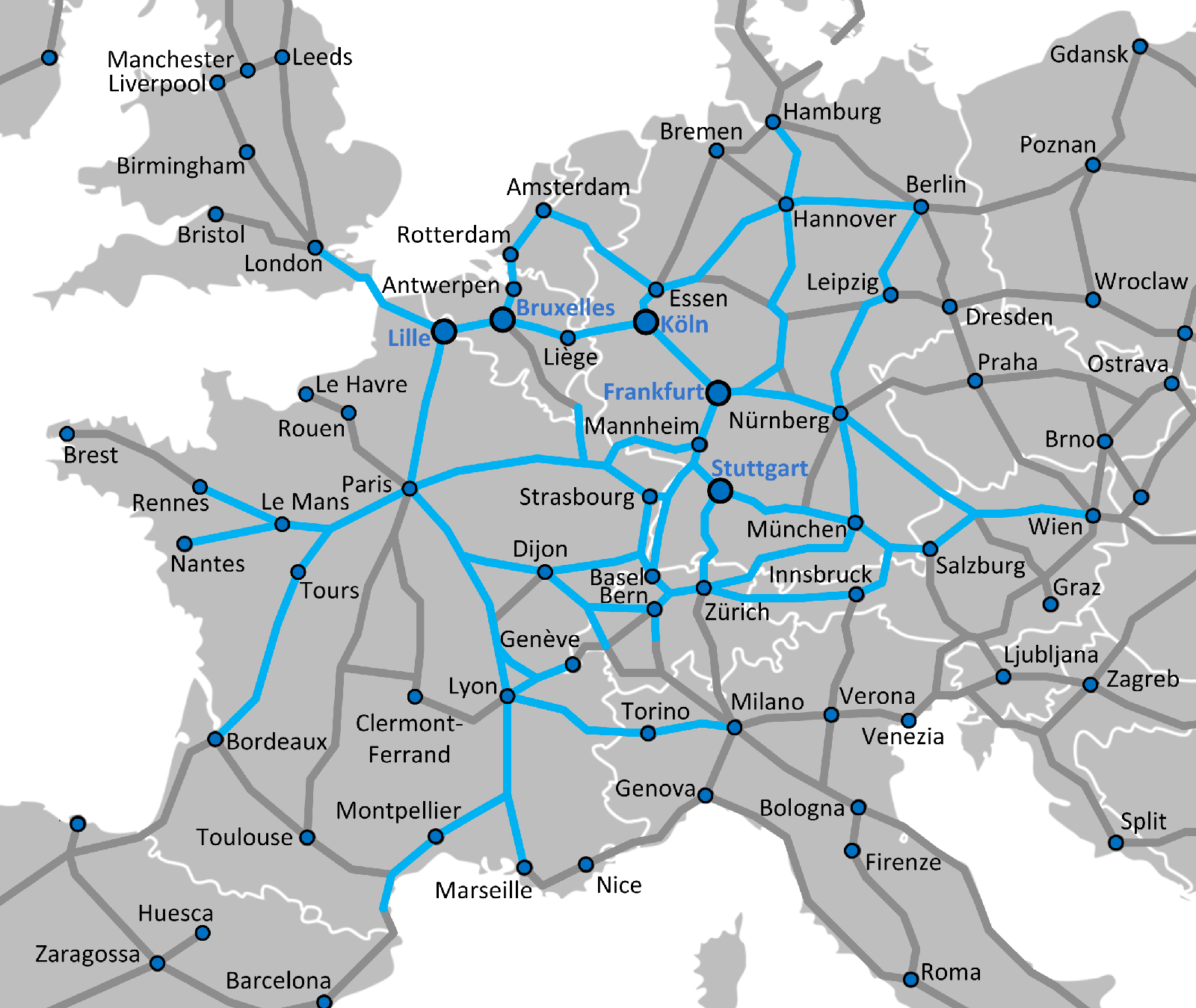
A Railteam jelenlegi hálózata

A Railteam szövetséget Ausztria, Belgium, Nagy-Britannia, Franciaország, Németország, Hollandia és Svájc vasúttársaságai hozták létre, amely hasonlít a légitársaságok szövetségéhez. Tagja még a La Manche-csatornát átszelő Eurostar, és a Párizst Brüsszellel összekötő Thalys vasúttársaság is.
A Railteam tagjai lehetővé teszik utasaiknak, hogy egyetlen jeggyel használják az országok nagysebességű vasúti járatait. A szövetség vasútjait igénybe vevők rendelkezésére állnak majd speciális várótermek és egyéb szolgáltatások.
Célja, hogy konkurenciát támasszanak a nagysebességű vasutak hálózatával a légitársaságoknak. "Környezetbarát alternatívát teremtünk a légi és az autóforgalomnak"- közölte a SNCF vezérigazgatója.
Az együttműködés elsődlegesen az országhatárokon átnyúló jegyfoglalás leegyszerűsítésére fog összpontosítani. A megoldás hasonlítani fog a repülőtársaságok Star Alliance modellére, aminek például a SAS, a svéd nemzeti légiközlekedési vállalat is tagja. A dán utazási webportál, a Turengaartil.dk  beszámolása szerint az új együttműködéssel a vonatjegyek olcsóbbak is lettek.
Ha az utas lekési valamelyik csatlakozást az egyik állomáson, jegymódosítás nélkül utazhat el egy későbbi vonattal függetlenül attól, hogy az adott vonatot esetleg nem a jegyet kibocsátó eredeti vasúttársaság üzemelteti. Az együttműködési megállapodástól a tagok azt várják, hogy az utasforgalom a mostani 10 millióról mintegy 25 millióra növekszik 2012-re.
A csoport tagjai 30 millió eurót fektetnek be a jegyeladási rendszerek összehangolására. Az év elejétől indítják be weboldalukat, ahol megvásárolhatók a jegyek is a szövetséget alkotó vasúttársaságok vonatjaira.
A vonatokon lehetőség lesz internetezésre, film nézésre, étkezésre.
Az Európai Unió évek óta kiemelt kérdésként kezeli a vasúti közlekedés fejlesztését és népszerűsítését, de a határokon átnyúló jegyvásárlás – ellentétben a légitársaságokkal – alig lehetséges. A Railteam tagjainak továbbra is versenyeznie kell egymással a jegyárakban – ehhez az Európai Bizottság ragaszkodik – bár a jegyek, adott esetben a vasúttársaságtól függetlenül lesznek felhasználhatók.
A vasúttársaságok felmérései szerint ugyanis 4 órás vonatút a légiutasok 60%-át képes elcsábítani még az üzletemberek körében is, míg a 6 óránál rövidebb út a családos utazókat is arra ösztönözheti, hogy vonatra váltsanak.
A vonat sikerét a repülőgéppel szemben azonban még sok minden akadályozza. Például a vasúttársaságok áfát és üzemanyagra kivetett adót is fizetnek, ez is drágítja a vonatjegyek árát.
A nyugat-európai országok jelentős része már hosszú évek óta építi saját nagysebességű vasúti hálózatát.
Mindez csak a nyitány a vasúti személyszállítás teljes európai liberalizációjához, amely 2010 januárjától lehetővé teszi a szabad versenyt. A The Economist azt várja, hogy ez a légitársaságok versenyéhez hasonló rivalizálás a jegyárak csökkenéséhez vezethet, ugyanúgy, mint amikor az Európai Unióban megszüntették az állami légitársaságok privilégiumait, és gombamód szaporodtak a diszkont légitársaságok. A DB személyszállítási üzletágának vezetője, Karl-Friedrich Rausch – aki korábban a Lufthansánál dolgozott – azt mondta, hogy a légitársaságok 15 évvel a vasút előtt járnak a menedzsment szempontjából.

## A Railteam csoport járművei

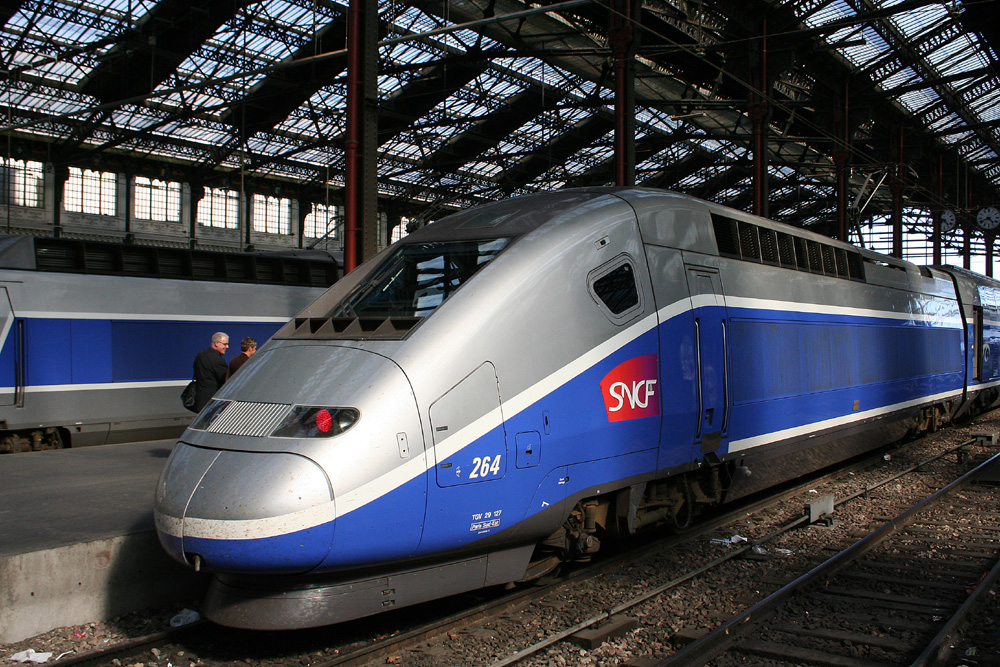
TGV
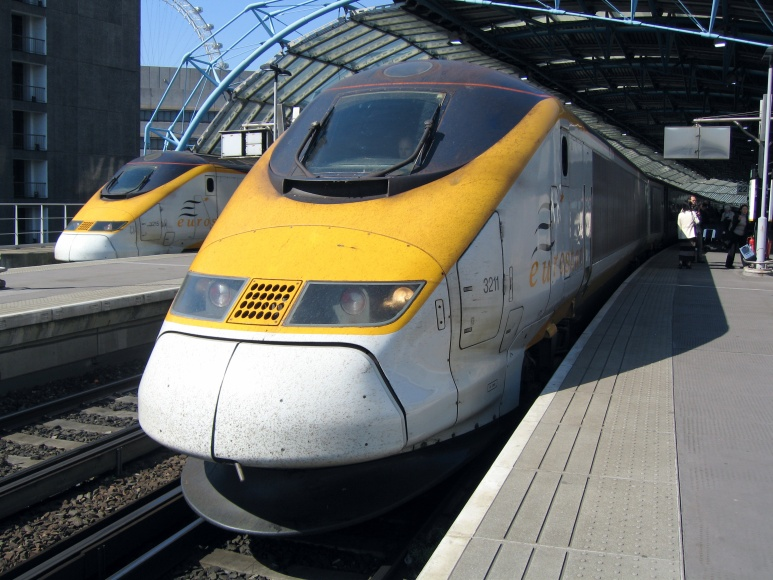
Eurostar
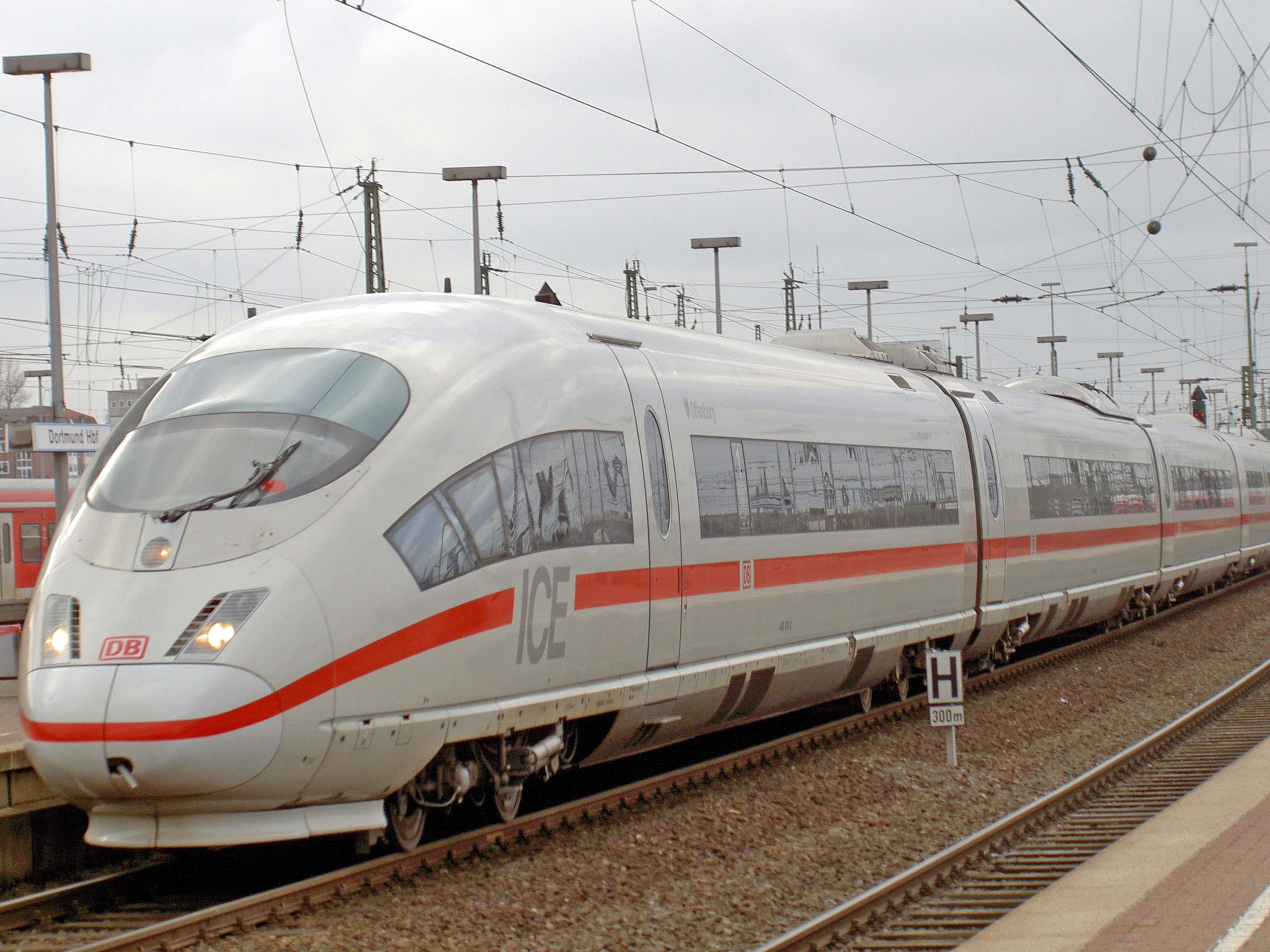
Intercity Express
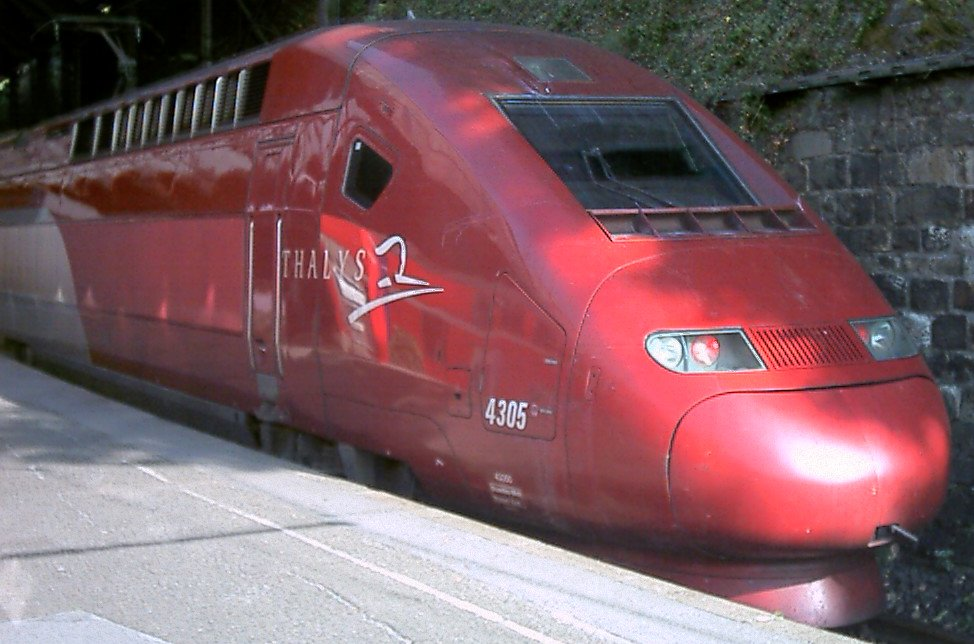
Thalys
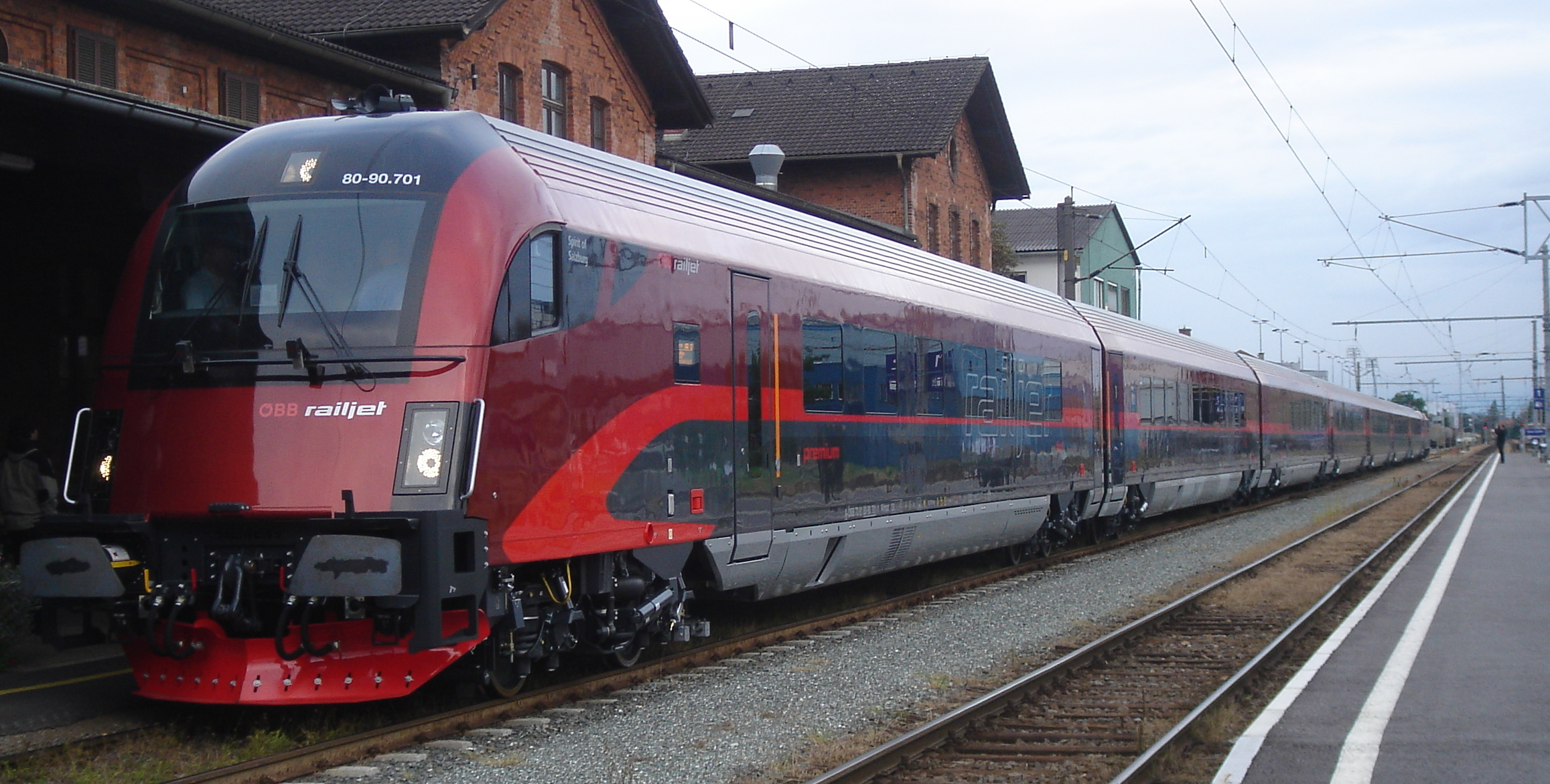
Railjet
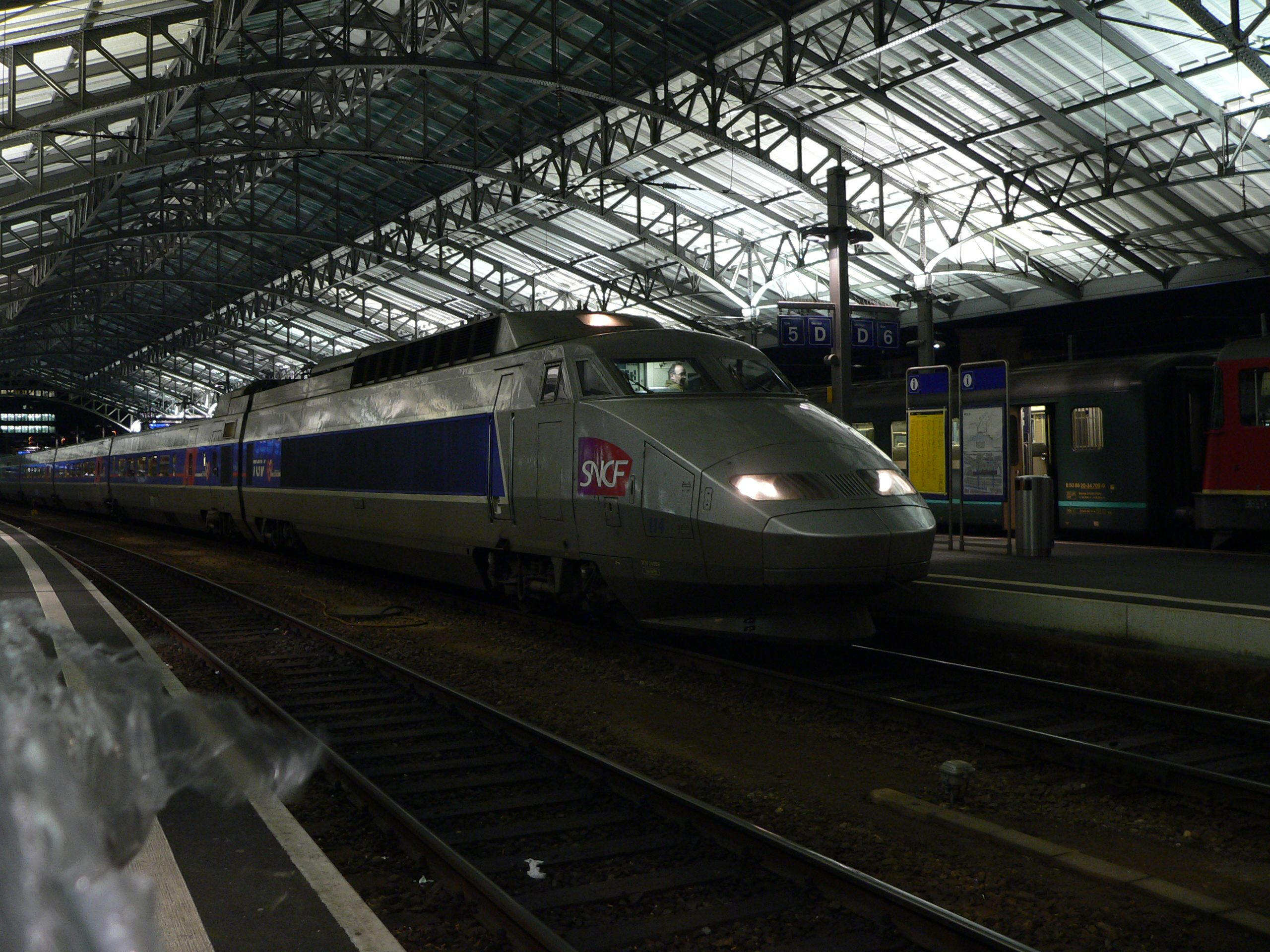
TGV Lyria